# Доминик Калверт-Луин
Доминик Натанијел Калверт-Луин  (енгл. Dominic Nathaniel Calvert-Lewin; Шефилд, 16. март 1997) енглески је професионални фудбалски нападач који тренутно наступа за Евертон и селекцију Енглеске.
Калверт-Луин је каријеру отпочео у Шефилд јунајтеду, а сениорски деби је имао на позајмици у Стејлибриџ Селтику децембра 2014. Прву половину сезоне 2015/16. је провео на позајмици у Нортхемптон тауну у Лиги два. Августа 2016. придружио се Евертону у трансферу вредном 1,5 милиона фунти. 
Калверт-Луин је био део репрезентације Енглеске до 20 година која је освојила Светско првенство 2017. где је успео да буде стрелац у финалу такмичења. Деби за сениорски тим „Горди албиона” имао је 8. октобра 2020. На том мечу је постигао погодак за своју репрезентацију, у победи над селекцијом Велса 3 : 0. 

## Статистике каријере

### Клуб
Ажурирано 1. новембра 2020.
| Клуб                          | Сезона    | Лига                  | Лига    | Лига   | ФА куп  | ФА куп | Лига куп | Лига куп | Остало  | Остало | Укупно  | Укупно |
| Клуб                          | Сезона    | Дивизија              | Наступи | Голови | Наступи | Голови | Наступи  | Голови   | Наступи | Голови | Наступи | Голови |
| ----------------------------- | --------- | --------------------- | ------- | ------ | ------- | ------ | -------- | -------- | ------- | ------ | ------- | ------ |
| Шефилд јунајтед               | 2013/14.  | Лига један            | 0       | 0      | 0       | 0      | 0        | 0        | 0       | 0      | 0       | 0      |
| Шефилд јунајтед               | 2014/15.  | Лига један            | 2       | 0      | 0       | 0      | 0        | 0        | 0       | 0      | 2       | 0      |
| Шефилд јунајтед               | 2015/16.  | Лига један            | 9       | 0      | —       | —      | —        | —        | —       | —      | 9       | 0      |
| Шефилд јунајтед               | 2016/17.  | Лига један            | 0       | 0      | —       | —      | 1        | 0        | 0       | 0      | 1       | 0      |
| Шефилд јунајтед               | Укупно    | Укупно                | 11      | 0      | 0       | 0      | 1        | 0        | 0       | 0      | 12      | 0      |
| Стејлибриџ Селтик (позајмица) | 2014/15.  | Национална лига Север | 5       | 6      | —       | —      | —        | —        | —       | —      | 5       | 6      |
| Нортхемптон таун (позајмица)  | 2015/16.  | Лига два              | 20      | 5      | 2       | 1      | 2        | 1        | 2       | 1      | 26      | 8      |
| Евертон                       | 2016/17.  | Премијер лига         | 11      | 1      | 0       | 0      | —        | —        | —       | —      | 11      | 1      |
| Евертон                       | 2017/18.  | Премијер лига         | 32      | 4      | 1       | 0      | 2        | 3        | 9       | 1      | 44      | 8      |
| Евертон                       | 2018/19.  | Премијер лига         | 35      | 6      | 2       | 0      | 1        | 2        | —       | —      | 38      | 8      |
| Евертон                       | 2019/20.  | Премијер лига         | 36      | 13     | 1       | 0      | 4        | 2        | —       | —      | 41      | 15     |
| Евертон                       | 2020/21.  | Премијер лига         | 7       | 8      | 0       | 0      | 2        | 3        | —       | —      | 9       | 11     |
| Евертон                       | Укупно    | Укупно                | 121     | 32     | 4       | 0      | 9        | 10       | 9       | 1      | 143     | 43     |
| Свеукупно                     | Свеукупно | Свеукупно             | 157     | 43     | 6       | 1      | 12       | 11       | 11      | 2      | 186     | 57     |

1. ↑  Наступи у Фудбалској лиги Трофеј.
2. ↑  Наступи у УЕФА Лиги Европе.

### Репрезентација
Ажурирано 14. октобра 2020.
| Репрезентација | Година | Наступи | Голови |
| -------------- | ------ | ------- | ------ |
| Енглеска       | 2020   | 3       | 1      |
| Укупно         | Укупно | 3       | 1      |

Голови Енглеске су наведени на првом месту. Колона „гол” означава резултат на утакмици након Калверт-Луиновог гола.
| Бр. | Датум            | Стадион                                                | Наступ | Противник | Гол   | Резултат | Такмичење            | Реф.   |
| --- | ---------------- | ------------------------------------------------------ | ------ | --------- | ----- | -------- | -------------------- | ------ |
| 1   | 8. октобар 2020. | Стадион Вембли, Лондон, Енглеска, Уједињено Краљевство | 1      | Велс      | 1 : 0 | 3 : 0    | Пријатељска утакмица | [ 13 ] |

## Успеси
Енглеска до 20
- Светско првенство до 20 година: 2017.[14]

Индивидуални
- Најбољи енглески фудбалер до 21 године: 2018.[15]
- Најбољи играч месеца у Премијер лиги: септембар 2020.[16]